# Pestalotia rosae
Pestalotia rosae är en svampart som beskrevs av Westend. 1859. Pestalotia rosae ingår i släktet Pestalotia och familjen Amphisphaeriaceae.   Inga underarter finns listade i Catalogue of Life.